# Olvidados (película)
Olvidados es una película boliviana  dirigida por Carlos Bolado y protagonizada por Damián Alcázar, Rafael Ferro y Carla Ortiz, ambientada en la década de los setenta durante las dictaduras militares en Argentina, Bolivia, Brasil, Chile, Paraguay y Uruguay. 

## Sinopsis
José, un general boliviano, después de sufrir un infarto, atormentado por los recuerdos de esa época e invadido por un profundo remordimiento, decide contar a su único "hijo" los secretos de su pasado y su participación en el Plan Cóndor durante la década de los año setenta y ochenta